# Popovica
Popovica es un pueblo ubicado en la municipalidad de Negotin, en el distrito de Bor, Serbia.

## Superficie
Posee una superficie de 47,02 kilómetros cuadrados.

## Demografía
Hasta 2011 la población era de 345 habitantes, con una densidad de población de 7,337 habitantes por kilómetro cuadrado.